# Theo Lucius
Theodorus Martinus Maria „Theo” Lucius (ur. 19 grudnia 1976 w Veghel) – piłkarz holenderski grający na pozycji prawego obrońcy lub defensywnego pomocnika.

## Kariera klubowa
Lucius jest wychowankiem małego amatorskiego klubu o nazwie VV Heeswijk. Niedługo potem trafił do zespołu FC Den Bosch, a w 1996 roku został włączony do kadry pierwszej drużyny. W tym samym roku, 20 sierpnia zadebiutował w Eerste divisie w przegranym 0:1 wyjazdowym meczu z BV Veendam. W Den Bosch spędził 2 pełne sezony, grał w pierwszym składzie, ale nie zdołał awansować z tym klubem do Eredivisie.
Latem 1998 dobra gra Luciusa w drugiej lidze została zauważona w Eindhoven i zawodnik ten przeszedł do jednego z najbardziej utytułowanych klubów w Holandii, PSV Eindhoven. W pierwszym sezonie w PSV częściej był rezerwowym jak grał, wystąpił w 25 spotkaniach, ale latem 1999 został wypożyczony do FC Utrecht, w którym miał pewne miejsce w składzie, a PSV bez niego wywalczyło mistrzostwo Holandii. Po sezonie Lucius wrócił do Eindhoven, jednak nigdy nie wywalczył w nim miejsca w podstawowym składzie na dłużej. W 2001 roku sięgnął z PSV po swój pierwszy tytuł mistrza Holandii, a w kolejnym sezonie zadebiutował w Lidze Mistrzów. Z PSV jeszcze trzykrotnie w karierze zostawał mistrzem kraju, a było to w latach 2003, 2005 oraz 2006, a do tych sukcesów dołożył w 2005 roku Puchar Holandii oraz awans do półfinału Ligi Mistrzów w 2005 roku (PSV odpadło po meczach z A.C. Milan).
Latem 2006 za 1,5 miliona euro Lucius przeszedł do Feyenoordu. W jego barwach zadebiutował już w pierwszej kolejce, 20 sierpnia w przegranym 0:3 meczu z FC Groningen. Od początku sezonu wywalczył miejsce w podstawowej jedenastce Feyenoordu i między innymi wziął z nim udział w fazie grupowej Pucharu UEFA (Feyenoord został wykluczony z dalszych rund z powodu zamieszek kibiców podczas meczu z AS Nancy).
W 2010 roku Lucius odszedł z Feyenoordu do FC Groningen, a latem tamtego roku wrócił do FC Den Bosch.
| Sezon   | Klub          | Kraj     | Rozgrywki      | Mecze | Bramki |
| ------- | ------------- | -------- | -------------- | ----- | ------ |
| 1996/97 | FC Den Bosch  | Holandia | Eerste divisie | 34    | 3      |
| 1997/98 | FC Den Bosch  | Holandia | Eerste divisie | 33    | 4      |
| 1998/99 | PSV Eindhoven | Holandia | Eredivisie     | 25    | 1      |
| 1999/00 | FC Utrecht    | Holandia | Eredivisie     | 32    | 3      |
| 2000/01 | PSV Eindhoven | Holandia | Eredivisie     | 17    | 1      |
| 2001/02 | PSV Eindhoven | Holandia | Eredivisie     | 23    | 1      |
| 2002/03 | PSV Eindhoven | Holandia | Eredivisie     | 14    | 0      |
| 2003/04 | PSV Eindhoven | Holandia | Eredivisie     | 22    | 4      |
| 2004/05 | PSV Eindhoven | Holandia | Eredivisie     | 22    | 1      |
| 2005/06 | PSV Eindhoven | Holandia | Eredivisie     | 21    | 0      |
| 2006/07 | Feyenoord     | Holandia | Eredivisie     | 27    | 5      |
| 2007/08 | Feyenoord     | Holandia | Eredivisie     | 29    | 1      |
| 2008/09 | Feyenoord     | Holandia | Eredivisie     | 18    | 0      |
| 2009/10 | FC Groningen  | Holandia | Eredivisie     | 4     | 0      |
| 2010/11 | FC Den Bosch  | Holandia | Eerste divisie | 24    | 0      |
| 2011/12 | FC Eindhoven  | Holandia | Eerste divisie | 25    | 3      |
| 2012/13 | RKC Waalwijk  | Holandia | Eredivisie     | 0     | 0      |
| 2012/13 | FC Eindhoven  | Holandia | Eerste divisie | 12    | 0      |
| 2013/14 | Kozakken Boys | Holandia | Topklasse      | 16    | 0      |

## Kariera reprezentacyjna
W reprezentacji Holandii Lucius zadebiutował 4 czerwca 2005 roku w wygranym 2:0 meczu z Rumunią. Wystąpił także w dwóch innych spotkaniach Holandii w tamtym roku, jednak nie został powołany do kadry Marco van Bastena na finały Mistrzostw Świata w Niemczech.